# إميل كوتن
إميل كوتن (بالفرنسية: Émile Cotton)‏ هو رياضياتي فرنسي، ولد في 5 فبراير 1872 في بورغ أون بريس في فرنسا، وتوفي في 14 مارس 1950 في غرونوبل في فرنسا.